# أندريه ريكاردو سواريس
أندريه ريكاردو سواريس (بالبرتغالية: André Ricardo Soares‏) (9 أكتوبر 1981 في البرازيل - ) هو لاعب كرة قدم برازيلي في مركز الدفاع. لعب مع فيتوريا دي غيماريش ونادي غوياس ونادي كوريتيبا ونادي كولن ونادي فيلا نوفا ونادي أنابوليس ‏ ونادي مينيروس الرياضي وساو رايموندو إسبورتي ‏.

## وصلات خارجية
- أندريه ريكاردو سواريس على موقع قاعدة بيانات كرة القدم.إي يو (الإنجليزية)
- أندريه ريكاردو سواريس على موقع بيانات كرة القدم. دي إي (الألمانية)
- أندريه ريكاردو سواريس على موقع Soccerway.com (الإنجليزية)
- أندريه ريكاردو سواريس على موقع عالم كرة القدم.نت (الإنجليزية)